# Plage de Grenoble

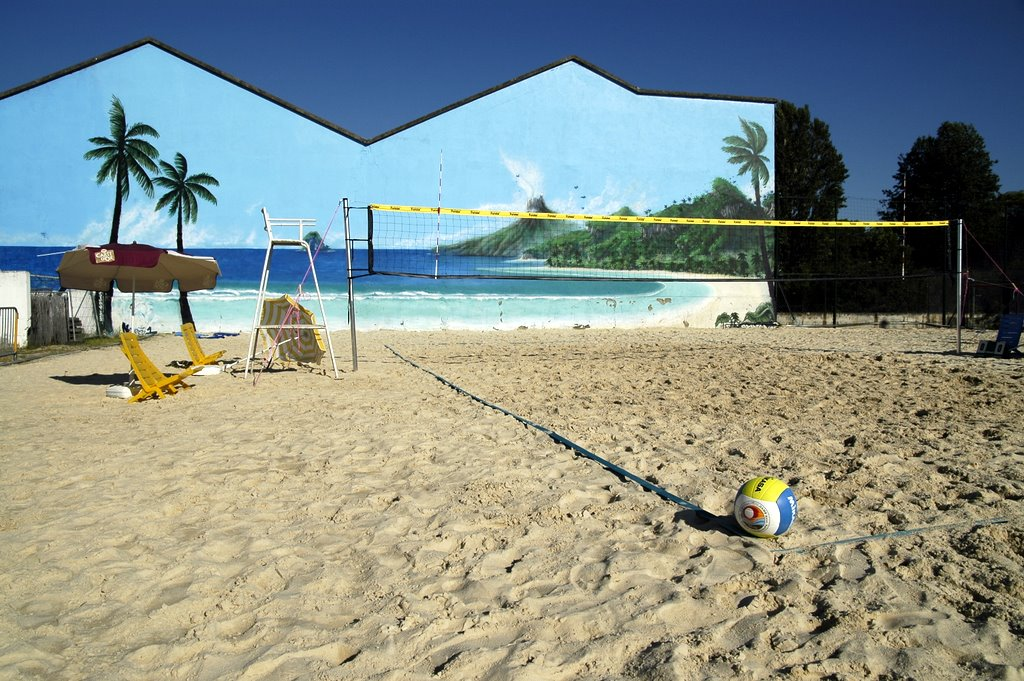
La Plage de Grenoble

La plage de Grenoble est la première plage urbaine permanente construite en France. Située au 2 rue Gustave-Flaubert à Grenoble, elle a été créée en 2003 par l'association AD2S (Association pour le Développement des Sports de Sable) avec l'aide de la ville de Grenoble. La plage est devenue un équipement de loisirs et sportif municipal qui reçoit chaque saison environ 9 000 visiteurs.
C'est un complexe de sable de 2 000 m2 implanté près du quartier Vigny Musset, à proximité immédiate des quartiers sud et de la Bifurk, qui est entièrement destiné à la pratique des sports de sable (ou sports de plage). De véritables tournois s'y déroulent durant l'été en beach-volley, beach soccer, beach ultimate (communément appelé "frisbee") et badminton. D'autres sports de plage y sont également pratiqués comme le sandball, frisbeach (ou beach ultimate), pétéca, tambourin, sepak takraw, tchoukball, de même que les traditionnels châteaux de sable.
En raison du climat de la région, la plage n'est ouverte que d'avril à début novembre.

## Accès
La plage de Grenoble est desservie par la ligne A du tramway, station MC2: Maison de la Culture.
Elle est également desservie par la ligne de bus C5, arrêt Flaubert-Clos d'Or.